# Ковальов Максим Сергійович
Макси́м Сергі́йович Ковальо́в (нар. 20 березня 1989, Алчевськ, Луганська область, УРСР) — український футболіст, захисник «Інгульця» (Петрове). Переможець першої ліги 2016, фіналіст Кубка України 2019.

## Кар'єра
Вихованець спортивних шкіл «Сталі» з Алчевська та «Шахтаря» із Донецька. Його першим тренером був В'ячеслав Францев. У січні 2010 року на правах оренди перейшов до луганської «Зорі».
У червні 2011 року на правах оренди перейшов в «Іллічівець».
У 2013 році на правах оренди перейшов до «Сталі» з Алчевська й 14 липня дебютував у новій команді.
У 2015 році підписав контракт із кіровоградською «Зіркою». У складі команди у 2016 році став переможцем Першої ліги України.

## Досягнення
- Перша ліга чемпіонату України
  -  Переможець: 2015/16